# Episodi di Pulitzer Prize Playhouse (prima stagione)
La prima stagione della serie televisiva Pulitzer Prize Playhouse è andata in onda negli Stati Uniti dal 6 ottobre 1950 al 29 giugno 1951 sulla ABC.
| nº | Titolo originale                                        | Prima TV USA     |
| -- | ------------------------------------------------------- | ---------------- |
| 1  | You Can't Take It with You                              | 6 ottobre 1950   |
| 2  | The Canton Story                                        | 13 ottobre 1950  |
| 3  | Abe Lincoln in Illinois                                 | 20 ottobre 1950  |
| 4  | The Late Christopher Bean                               | 27 ottobre 1950  |
| 5  | The Magnificent Ambersons                               | 3 novembre 1950  |
| 6  | The Raven                                               | 10 novembre 1950 |
| 7  | Knickerbocker Holiday                                   | 17 novembre 1950 |
| 8  | The End Game                                            | 24 novembre 1950 |
| 9  | Our Town                                                | 1º dicembre 1950 |
| 10 | The Ponzi Story                                         | 8 dicembre 1950  |
| 11 | Bethel Merriday                                         | 15 dicembre 1950 |
| 12 | The Pharmacist's Mate                                   | 22 dicembre 1950 |
| 13 | Mrs. January and Mr. Ex                                 | 29 dicembre 1950 |
| 14 | Portrait of a President                                 | 5 gennaio 1951   |
| 15 | Ned McCobb's Daughter                                   | 12 gennaio 1951  |
| 16 | Light Up the Sky                                        | 19 gennaio 1951  |
| 17 | The Silver Cord                                         | 26 gennaio 1951  |
| 18 | Alison's House                                          | 2 febbraio 1951  |
| 19 | Broken Dishes                                           | 9 febbraio 1951  |
| 20 | Mary of Scotland                                        | 16 febbraio 1951 |
| 21 | Valley Forge                                            | 23 febbraio 1951 |
| 22 | The Wisdom Tooth                                        | 2 marzo 1951     |
| 23 | The Haunted House                                       | 9 marzo 1951     |
| 24 | The Royal Family                                        | 16 marzo 1951    |
| 25 | Blockade                                                | 23 marzo 1951    |
| 26 | The Just and the Unjust                                 | 20 marzo 1951    |
| 27 | Night Over Taos                                         | 6 aprile 1951    |
| 28 | Icebound                                                | 13 aprile 1951   |
| 29 | Rebellion in Jackson County                             | 20 aprile 1951   |
| 30 | Second Threshold                                        | 27 aprile 1951   |
| 31 | The Happy Journey                                       | 4 maggio 1951    |
| 32 | The Thousand Yard Look                                  | 11 maggio 1951   |
| 33 | The Queen's Husband                                     | 18 maggio 1951   |
| 34 | The Stolen City                                         | 25 maggio 1951   |
| 35 | Detour                                                  | 1º giugno 1951   |
| 36 | Hostage                                                 | 8 giugno 1951    |
| 37 | The Buccaneer                                           | 15 giugno 1951   |
| 38 | (a) The Pen, (b) You're Not the Type, (c) The Weak Spot | 22 giugno 1951   |
| 39 | The Big Break                                           | 29 giugno 1951   |

## You Can't Take It with You
- Diretto da:
- Scritto da:

### Trama
- Interpreti: Charles Coburn (nonno Vanderhof), Elmer Davis (narratore), Ella Raines (Essie)

## The Canton Story
- Diretto da:
- Scritto da:

### Trama
- Interpreti: Richard Bishop, Donald Briggs, Richard Carlson (Donald Ring Mellett), Royal Dano, Elmer Davis (narratore), Kurt Katch, Byron Maitland, Paul Mann, Enid Pulver, Dick Shockland, Elliott Sullivan

## Abe Lincoln in Illinois
- Diretto da:
- Scritto da:

### Trama
- Interpreti: Casey Allen, Gus Aubrey, Richard Bishop, Elmer Davis (narratore), Betty Field (Mary Todd Lincoln), Florida Friebus, Mary James, Gene Lipton, Adele Longmire (Ann Rutledge), E.G. Marshall, Raymond Massey (Abramo Lincoln), Kevin McCarthy (Seth Gale), John O'Hare, Wendell K. Phillips (William Herndon), Ann Summers, Calvin Thomas (Joshua Speed), Joe Warren, Eleanor Wilson

## The Late Christopher Bean
- Diretto da:
- Scritto da:

### Trama
- Interpreti: Helen Hayes (Gwenny Bean), Charles Dingle (Mr. Milton Haggett), Ralph Bell (Davenport), Elmer Davis (sé stesso - narratore), Logan Field (Warren Craemer), Bethel Leslie (Susan Haggett), Elizabeth Patterson (Mrs. Haggett), Mikhail Rasumny (Tallant), Hiram Sherman (Rosen)

## The Magnificent Ambersons
- Diretto da:
- Scritto da:

### Trama
- Interpreti: Elmer Davis (sé stesso - narratore), Melvyn Douglas (Eugene Morgan), Florence Eldridge (Lucy Morgan), Ruth Hussey (Isabel Amberson), Richard Hylton (Jack)

## The Raven
- Diretto da:
- Scritto da:

### Trama
- Interpreti: Elmer Davis (sé stesso - narratore), Roy Fant, Ralph Forbes, Eugene Francis, Joseph Hardy, Roland Hogue, John Howard, Bradford Hunt, Daniel Reed, Byron Russell, Anne Sargent, Zachary Scott (Sam Houston), Murvyn Vye

## Knickerbocker Holiday
- Diretto da:
- Scritto da:

### Trama
- Interpreti: Stanley Carlson, Philip Coolidge, Elmer Davis (sé stesso - narratore), Brooks Dunbar, Dennis King (Pieter Stuyvesant), William H. Lynn, Jack Manning, Doretta Morrow (Tina Tienhoven), Jed Prouty, John Raitt (Brom Broeck), Harry Sheppard, Loring Smith

## The End Game
- Diretto da:
- Scritto da:

### Trama
- Interpreti: Richard Bishop, Elmer Davis (sé stesso - narratore), Richard Derr, William Lee, Barry Nelson, Phyllis Povah, Mary Sinclair, Kent Smith

## Our Town
- Diretto da:
- Scritto da:

### Trama
- Interpreti: Edward Arnold (George Gibbs), Elmer Davis (sé stesso - narratore), Jack Dimond, Charles Dingle (dottor Frank F. Gibbs), Biff McGuire, Donald McKee, Una O'Connor, Elizabeth Patterson (Julia Hershey Gibbs), Dorothy Peterson (Emily Webb), Laura Weber

## The Ponzi Story
- Diretto da:
- Scritto da:

### Trama
- Interpreti: Walter Brooke, Hume Cronyn (Charles Ponzi), Elmer Davis (sé stesso - narratore), Coleen Gray, Jonathan Harris, Will Kuluva, Quentin Reynolds, Blanche Yurka

## Bethel Merriday
- Diretto da:
- Scritto da:

### Trama
- Interpreti: Barbara Bel Geddes (Bethel Merriday), Romney Brent, Alexander Clark, Lulu Belle Clarke, Elmer Davis (sé stesso - narratore), Rita Duncan, Logan Field, Betty Garde, Phillip Reed, Gaby Rodgers, Doris Smith, Graham Velsey

## The Pharmacist's Mate
- Diretto da:
- Scritto da:

### Trama
- Interpreti: John Baer, Richard Bartlett, George Conrad, Elmer Davis (sé stesso - narratore), Brian Donlevy, Alan Hale Jr., Darryl Hickman, Frank Jenks, Billy Lechner, Harold Lloyd Jr., Billy Mauch, Bob Payne, Gene Raymond, M.B. Scheidyl, Robert E. Strickland, John Tuggle, Patrick Waltz, Steve Wayne

## Mrs. January and Mr. Ex
- Diretto da:
- Scritto da:

### Trama
- Interpreti: Spring Byington (Mrs. January), Esther Jane Coryell, Elmer Davis (sé stesso - narratore), Jacqueline deWit, Melvyn Douglas (Martin Luther Cooper), Douglas Fairbanks Jr. (John Deacon January), Peter Fernandez, Jack Hartley, Penny Singleton (Wilhelmina)

## Portrait of a President
- Diretto da:
- Scritto da:

### Trama
- Interpreti: Fay Bainter (Sarah Yorke Jackson), Richard Bishop, Matt Briggs, Russ Brown, Fairfax Burger, Jerome Collamore, Edward F. Cullen, Elmer Davis (sé stesso - narratore), Walter Davis, Paul Kirk Giles, Walter Hampden (Andrew Jackson), Robert Hull, Harry Kingston, Harriet E. MacGibbon, Robert Noe, David F. Perkins, Ken Renard, Lawrence Ryle, Frank Tweddell, Justice Watson

## Ned McCobb's Daughter
- Diretto da:
- Scritto da:

### Trama
- Interpreti: Norma Connolly, Elmer Davis (sé stesso - narratore), Charles Dingle (Ned McCobb), Miriam Hopkins (Jennie McCobb), Anthony Quinn (Babe Callahan), Gig Young (George Callahan)

## Light Up the Sky
- Diretto da:
- Scritto da:

### Trama
- Interpreti: Elmer Davis (sé stesso - narratore), Tom Helmore, Patricia Morison, Polly Rowles, William Terry, Lee Tracy

## The Silver Cord
- Diretto da:
- Scritto da:

### Trama
- Interpreti: Judith Anderson (Mrs. Phelps), Joan Chandler (Hester), Elmer Davis (sé stesso - narratore), Joanne Dru (Christina), Denholm Elliott, James Lipton

## Alison's House
- Diretto da:
- Scritto da:

### Trama
- Interpreti: Elmer Davis (sé stesso - narratore), Madge Evans, Otto Kruger, Cloris Leachman, Patricia Quinn O'Hara, Frances Robinson

## Broken Dishes
- Diretto da:
- Scritto da:

### Trama
- Interpreti: Elmer Davis (sé stesso - narratore), James Dunn, Marcia Henderson, Robert Stack

## Mary of Scotland
- Diretto da:
- Scritto da:

### Trama
- Interpreti: Romney Brent (Lord Moray), Elmer Davis (sé stesso - narratore), John Emery (Lord Bothwell), Helen Hayes (Mary Stuart, Queen of Scots), Anthony Kemble-Cooper (Lord Darnley), Berry Kroeger (Lord Throgmortin), Mildred Natwick (Queen Elizabeth I), Chet Stratton (Rizzio), Richard Warlock (John Knox)

## Valley Forge
- Diretto da:
- Scritto da:

### Trama
- Interpreti: Mitchell Agruss, Robert Allen, Peter Brandon, John Craven, Elmer Davis (sé stesso - narratore), Albert Dekker (George Washington), Robert Emhardt, Hugh Franklin, Wright King, Robert F. Simon, Art Smith, Victor Sutherland, Frankie Thomas, John Williams

## The Wisdom Tooth
- Diretto da:
- Scritto da:

### Trama
- Interpreti: John Beal (Charley Bemis), Elmer Davis (sé stesso - narratore), Helen Donaldson, Howard Freeman, Jonathan Harris, Junie Keegan, Ben Lackland, Robert P. Lieb, Buzz Martin, Bobby Nick, Gilda Oakley, Jean Parker (Sally Field), Bobby Trelease, Graham Velsey, Fredd Wayne

## The Haunted House
- Diretto da:
- Scritto da:

### Trama
- Interpreti: Barbara Britton, Elmer Davis (sé stesso - narratore), Constance Dowling, Howard St. John

## The Royal Family
- Diretto da:
- Scritto da:

### Trama
- Interpreti: Olive Blakeney, Cliff Carnell, Charles Cooper, Elmer Davis (sé stesso - narratore), Hugh Franklin, Florence Reed (Fanny Cavendish), Polly Rowles

## Blockade
- Diretto da:
- Scritto da:

### Trama
- Interpreti: Vanessa Brown, John Buckmaster, Elmer Davis (sé stesso - narratore), Robert Pastene, Henry Stephenson

## The Just and the Unjust
- Diretto da:
- Scritto da:

### Trama
- Interpreti: Elmer Davis (sé stesso - narratore), Charles Dingle, Richard Kiley, June Lockhart, Jan Sterling

## Night Over Taos
- Diretto da:
- Scritto da:

### Trama
- Interpreti: Joseph Calleia, Peggy Conklin, Elmer Davis (sé stesso - narratore), Riza Royce, Murvyn Vye

## Icebound
- Diretto da:
- Scritto da:

### Trama
- Interpreti: Elmer Davis (sé stesso - narratore), Charles Dingle (dottor Curtis), Nina Foch (Jane Crosby), Howard Freeman, Edmond O'Brien (Ben Jordan), Katherine Squire, A.H. Van Buren

## Rebellion in Jackson County
- Diretto da:
- Scritto da:

### Trama
- Interpreti: Valerie Bettis, Elmer Davis (sé stesso - narratore), James Dunn, Muriel Kirkland, Everett Sloane

## Second Threshold
- Diretto da:
- Scritto da:

### Trama
- Interpreti: Clive Brook, Elmer Davis (sé stesso - narratore), Hugh Reilly, Betsy von Furstenberg

## The Happy Journey
- Diretto da:
- Scritto da:

### Trama
- Interpreti: Spring Byington, Elmer Davis (sé stesso - narratore), Howard Freeman, Wanda Hendrix, Jack Lemmon, Iris Mann, Clifford Sales

## The Thousand Yard Look
- Diretto da:
- Scritto da:

### Trama
- Interpreti: Edward Andrews, Leonard Barry, Hal Boyle (narratore), Richard Camp, Michael Dreyfuss, Griff Evans, Richard Kiley, Karl Lucas, Joe Mares, Biff McGuire, Donald McKee, Sidney Paul, Henry Slate, Fredd Wayne (Corb)

## The Queen's Husband
- Diretto da:
- Scritto da:

### Trama
- Interpreti: Barbara Baxley (the Princess), Elmer Davis (sé stesso - narratore), Edith King (the Queen), William Redfield (the Prince), Roland Young (King Eric VIII)

## The Stolen City
- Diretto da:
- Scritto da:

### Trama
- Interpreti: Joseph Allen, Richard Bishop, Sam Bonnell, Heywood Hale Broun, Elmer Davis (sé stesso - narratore), Charles Dingle, Neil Fitzgerald, Franklyn Fox, Ruth Hammond, Lou Herbert, Wright King, Harry Knudsen, Robert P. Lieb, Salem Ludwig, Frank McNellis, Tom Middleton, Russell Morrison, Gilda Oakleaf, Harry Sheppard, Bobby Trelease

## Detour
- Diretto da:
- Scritto da:

### Trama
- Interpreti: Elmer Davis (sé stesso - narratore), Dorothy Gish, William Harrigan

## Hostage
- Diretto da:
- Scritto da:

### Trama
- Interpreti: Elmer Davis (sé stesso - narratore), Donald Devlin, Jack Dimond, Michael Dreyfus, Scott Marlowe, Paul Porter, Mike Simon

## The Buccaneer
- Diretto da:
- Scritto da:

### Trama
- Interpreti: Brian Aherne (Sir Henry Morgan - King of Pirates), Walter Burke, Anthony Carr, Elmer Davis (sé stesso - narratore), Nina Foch, Jonathan Harris, Halliwell Hobbes, Colin Keith-Johnston, Jack Manning, Irene Moore, Torin Thatcher

## (a) The Pen, (b) You're Not the Type, (c) The Weak Spot
- Diretto da:
- Scritto da:

### Trama
- Interpreti: Robert Allen, Edna Best, Edward Binns, Sidney Blackmer, Walter Brooke, Elmer Davis (sé stesso - narratore), Nick Dennis, John McGovern, Frank Milan, Ben Yaffee

## The Big Break
- Diretto da:
- Scritto da:

### Trama
- Interpreti: Lynn Bari, Elmer Davis (sé stesso - narratore), James Dunn (William O. Dapping)